# Joan Chandler
Joan Chandler (nacida como Joan Cheeseman; 24 de agosto de 1923 - 11 de mayo de 1979) fue una actriz estadounidense, conocida por interpretar a Janet Walker en Rope (1948), protagonizada por James Stewart, y en Humoresque, protagonizada por Joan Crawford.
Hija de Carl Cheeseman, Chandler nació en Butler (Pensilvania). Chandler empezó a tomar lecciones de piano junto con su madre, quien era música, y comenzó a estudiar clases de ballet a los 5 años. Chandler asistió a la Escuela Secundaria de Butler, y a la Escuela de Artes en la Escuela de Bennington. También estudió en la Escuela de Teatro del Barrio Playhouse en Nueva York. Antes de convertirse en actriz, Chandler realizaba giras con una compañía de ballet.
Fue uno de los miembros fundadores de la organización Actors Studios, Chandler apareció en varias películas, en cinco obras de Broadway, y alrededor de 12 programas de televisión, trabajando principalmente en Studio One y en Starlight Theatre. Chandler estuvo casada dos veces, Se casó por primera vez con David McKay, con quien tuvo una hija, más tarde, Chandler se casó con Charles C. Hogan. Ambos matrimonios terminaron en divorcio.
Chandler murió de cáncer[cita requerida] en 1979 a los 55 años en la Ciudad de Nueva York, Estados Unidos.

## Filmografía
- Humoresque (1946) - Gina Romney
- Rope (1948) - Janet Walker
- Dragstrip Riot (1958)